# チロシンアンモニアリアーゼ
チロシンアンモニアリアーゼ(Tyrosine ammonia-lyase、EC 4.3.1.23)は、天然フェノールの生合成に関わる酵素である。L-チロシンをp-クマル酸に変換する。
  {\displaystyle {\xrightarrow {TAL}}}  + アンモニア + H+
TALやTyraseとも呼ばれる。